# Mistel

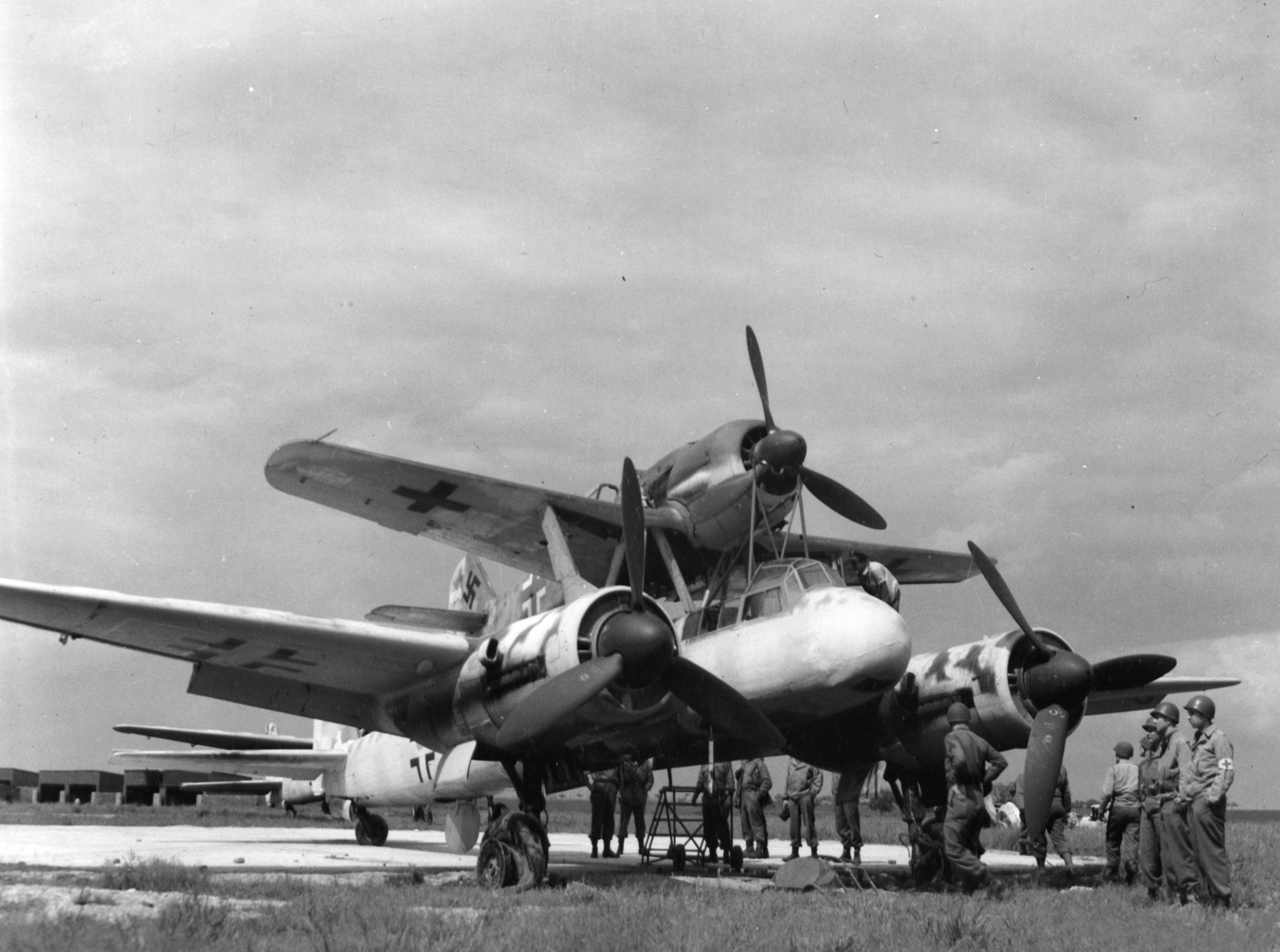
Захваченная учебная версия Mistel S2. Американцы осматривают самолёт

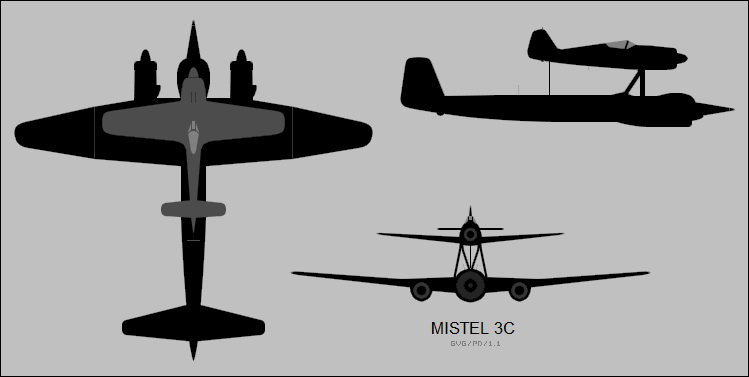
Бомбардировщик Ju 88 и истребитель Fw 190, соединённые в конфигурацию «Mistel»

Мистель (нем. Mistel — «Омела»), также известен как «Папа и сын» (нем. Vati und Sohn) — авиационная конструкция военного назначения, созданная инженерами нацистской Германии в конце Второй мировой войны.
Для осуществления проекта в носовой части самолёта Ju-88 вместо кабины пилотов помещали большое количество детонирующего вещества, превращая этот самолёт в бомбу. Носовую часть фюзеляжа оснастили длинным наконечником, являющимся детонатором. На фюзеляже располагались распорки, к которым крепился самолёт-носитель. В полёте самолёт-бомба отсоединялся от самолёта-носителя, в результате чего последний мог благополучно вернуться обратно на базу. Первый вылет такой составной самолёт совершил в июле 1943 года, после чего проект был одобрен специальной группой Люфтваффе KG 200, которая начала испытания проекта под кодовым названием «Бетховен».

## Проектирование и разработка
Первые подобные эксперименты проводились на основе самолёта DFS 230 в качестве «нижнего» компонента, а самолётом-носителем являлись Fw 56 или Bf 109E. Позже, с развитием техники, комплекс был усовершенствован. «Нижний» компонент был оснащён боеголовкой массой 1800 кг. Предполагалось, что для завершения проекта «Mistel» необходимо оснастить самолёт-носитель реактивным двигателем для увеличения скорости и дальности полёта. Но этот проект так и остался нереализованным.
Окончательный вариант проекта «Mistel» получил 2000 кг детонирующего вещества. Предполагалось, что подобная бомба могла пробить 7-метровую железобетонную стену.
Около 250 Мистелей было выпущено в ходе Второй мировой войны, но использовались они лишь при борьбе с вторжением флота Союзников во время битвы за Нормандию.
В рамках операции «Железный молот» в конце 1943 — начале 1944 года «Мистели» предполагалось использовать для уничтожения промышленных предприятий СССР, в частности, электростанций, поставляющих электричество в Москву. Но к тому времени наступление советских войск приблизилось к самой Германии, и операция «Железный молот» была отменена. «Мистели» использовали в последние месяцы войны, в основном для уничтожения водных переправ через Одер.

## Варианты
- Mistel (прототип) — Ju 88A-4 и Bf 109F-4
- Mistel 1 — Ju 88A-4 и Bf 109F-4
- Mistel S1 — Учебная версия Mistel 1
- Mistel 2 — Ju 88G-L и Fw 190A-8 или F-8
- Mistel S2 — Учебная версия Mistel 2
- Mistel 3A — Ju 88A-4 и Fw 190A-8
- Mistel S3A — Тренер версия Мистель 3A
- Mistel 3B — Ju 88H-4 и Fw 190A-8
- Mistel 3C — Ju 88G-10 и Fw 190F-8
- Mistel Führungsmaschine — Ju 88 A-4/H-4 и Fw 190 A-8
- Mistel 4 — Ju 287 и Ме-262
- Mistel 5 — Arado E.377A и He-162

## Варианты «Мистелей»

### Были использованы
- Ju 88A-4/Bf 109F-4
- Ju 88A-4/Fw 190A-8

### Предполагалось использовать
- Ju 88G-1/Fw 190A-6
- Ju 88A-6/Fw 190A-6
- Ju 88G-1/Fw 190F-8
- Ju 88H-4/Fw 190A-8
- Ju 88H-4/Fw 190F-8

### Нереализованные проекты
- Ju 88 G-7/ Ta 152H
- Ta 154 / Fw 190
- Ar 234 / Fi 103
- Do 217K/ DFS 228[англ.]
- Siebel Si 204 / Lippisch DM-1[англ.]
- Ju 287 / Me 262

## Стоял на вооружении
- Люфтваффе